# نولان ويرث
نولان ويرث هو لاعب كرة قدم كندي في مركز حراسة المرمى، ولد في 24 يناير 1995 في كوموكس في كندا. لعب مع نادي باسفيك.

## وصلات خارجية
- نولان ويرث على موقع قاعدة بيانات كرة القدم.إي يو (الإنجليزية)
- نولان ويرث على موقع Soccerway.com (الإنجليزية)